# Ángela Aguilar
Ángela Aguilar Álvarez, född 8 oktober 2003 i Los Angeles i Kalifornien, är en mexikansk-amerikansk sångerska av mexikansk regional musik.
Hon blev särskilt uppmärksammad efter att ha framfört "La Llorona" vid den 19:e årliga Latin Grammy Awards 2018.